# 自動車大学校
自動車大学校（じどうしゃだいがっこう）は、主に自動車整備関係の学科を持つ専修学校が校名に用いている名称である。国土交通省が2005年から一級自動車整備士養成課程（4年制。但し二級整備士所持者については2年）設置の指定を開始した事を機に、多くの自動車整備の専修学校（専門学校）の校名が変更されている。

## 自動車大学校一覧
北から順に記す。すべて専修学校。

### 北海道
- 北日本自動車大学校（学校法人土岐学園）
- 専門学校北海道自動車整備大学校（学校法人吉田学園）

### 宮城県
- 専門学校花壇自動車大学校（学校法人角川学園）
- 専門学校赤門自動車整備大学校（財団法人赤門学志院）

### 福島県
- 国際情報工科自動車大学校（学校法人国際総合学園）国際情報工科自動車大学校ホームページ

### 新潟県
- 専門学校新潟国際自動車大学校（学校法人国際総合学園）

### 群馬県
- 専修学校群馬自動車大学校（学校法人小倉学園）
- 専門学校太田自動車大学校（学校法人大田アカデミー）

### 栃木県
- 専門学校日産栃木自動車大学校（学校法人日産学園）

### 茨城県
- 水戸自動車大学校（学校法人八文字学園）

### 埼玉県
- 専門学校越生自動車大学校（学校法人一川学園）
- 専門学校埼玉自動車大学校（学校法人佐藤栄学園）
- 専門学校関東工業自動車大学校（学校法人正興学園）

### 千葉県
- 中央自動車大学校（学校法人中央技術学園）
- 専門学校千葉県自動車総合大学校（学校法人日整学園）
- 千葉県自動車大学校（千葉県自動車整備商工組合）
- 日本自動車大学校（学校法人日栄学園）

### 東京都
- 専門学校トヨタ東京自動車大学校（学校法人トヨタ東京整備学園）
- 専修学校東京自動車大学校（学校法人小倉学園）
- 専修学校読売自動車大学校（学校法人読売理工学院）
- 専門学校東京工科自動車大学校（中野、学校法人小山学園）
- 専門学校東京工科自動車大学校世田谷校（学校法人小山学園）
- 専門学校東京工科自動車大学校品川校（学校法人小山学園）

### 神奈川県
- 専門学校日産横浜自動車大学校（日産自動車株式会社）

### 静岡県
- 専門学校静岡工科自動車大学校（学校法人静岡自動車学園）
- 専門学校浜松工科自動車大学校（同上）
- 専門学校東海工科自動車大学校（学校法人ミズモト学園）

### 愛知県
- 専門学校トヨタ名古屋自動車大学校（学校法人トヨタ名古屋整備学園）
- 専門学校日産愛知自動車大学校（学校法人日産学園）

### 岐阜県
- 専修学校中部国際自動車大学校（学校法人土岐学園）

### 京都府
- 〈専〉YIC京都工科自動車大学校（学校法人京都中央学院）
- 専門学校日産京都自動車大学校（学校法人日産学園）

### 兵庫県
- 専門学校トヨタ神戸自動車大学校（学校法人トヨタ神戸整備学園）

### 岡山県
- 専門学校岡山自動車大学校（学校法人第一原田学園）

### 広島県
- 専門学校広島自動車大学校（学校法人古沢学園）

### 島根県
- 専門学校島根自動車工学専門大学校（学校法人平成坪内学園）

### 愛媛県
- 専門学校日産愛媛自動車大学校（岡勉（個人立））

### 福岡県
- 専門学校北九州自動車大学校（学校法人ぜんりょう学園）
- 専門学校麻生工科自動車大学校（学校法人麻生塾）
- 専門学校昴学園自動車大学校（学校法人昴学園）
- 専門学校第一自動車大学校（学校法人都築学園）